# Shipton Gorge
Shipton Gorge est une paroisse civile et un village du Dorset, en Angleterre.